# Heraclides rogeri subsp. rogeri
Heraclides rogeri rogeri es una mariposa de la familia Papilionidae.

## Clasificación y descripción de la especie
Esta mariposa tiene las antenas, la cabeza y el abdomen negros. La cabeza y tórax (pronoto) tienen puntos rojos. El abdomen es negro y tiene una mancha roja a cada lado del primer segmento. Las alas anteriores son de color negro, a partir de la región postdiscal son un poco más claras. Lúnulas casi ausentes en la banda marginal de color blanco. Las alas posteriores son de color negro con tres manchas en la banda postdiscal de color rojo coral. Lúnulas en la banda marginal más anchas entre la venas Sc+R1 y Rs y M1. La vena M3 poco desarrollada, se observa una “cola corta”. Ventralmente las alas son de color negro, más claras a partir de la región postdiscal.  El área donde se unen las venas R1, R2 R3 R4 y R5 y M1 es mucho más clara. En la región postdiscal entre las venas M2 y M3; M3 y Cu1; Cu1 y Cu2. Presenta tres manchas de color blanquecino. En la banda postdiscal presenta serie de puntos no muy marcados de color rojo coral. La hembra es similar al macho pero con doble banda de manchas rojas en el ala posterior. La envergadura alar es de aproximadamente 83 mm.

## Distribución de la especie
Se localiza en la Península de Yucatán y sus alrededores.

## Ambiente terrestre
Habita en selvas altas subperennifolias del Corredor Mesoamericano.

## Estado de conservación
No se encuentra bajo ninguna categoría de riesgo.